# Hrvoje Čale
Hrvoje Čale (ur. 4 marca 1985 w Zagrzebiu) – piłkarz chorwacki grający na pozycji lewego obrońcy lub pomocnika.

## Kariera klubowa
Čale urodził się w stolicy Chorwacji, Zagrzebiu i tam też zaczął stawiać pierwsze piłkarskie kroki w szkółce Dinama Zagrzeb. Do kadry pierwszego zespołu został włączony w sezonie 2003/2004. W pierwszej lidze zadebiutował 21 lutego 2004 roku w zremisowanych 1:1 derbach z NK Zagreb. Na sezon 2004/2005 Čale został wypożyczony do Interu Zaprešić. Zagrał tam 13-krotnie i zimą 2005 wrócił do Dinama, w którym zagrał 7 razy w rundzie wiosennej. W sezonie 2005/2006 Čale był podstawowym zawodnikiem na lewej flance w klubie z Zagrzebia. Przyczynił się do zdobycia przez klub dubletu (mistrzostwa kraju i Pucharu Chorwacji) – rozegrał 25 meczów i zdobył 2 bramki. Swoją premierową bramkę w lidze strzelił 26 listopada 2005 w wygranym 4:1 meczu ze NK Slaven Belupo. W 2007 i 2008 roku ponownie został mistrzem Chorwacji.
W maju 2008 Čale za 2,5 miliona euro odszedł do Trabzonsporu, z którym podpisał 4-letni kontrakt. Zadebiutował w nim 24 sierpnia 2008 w meczu z Ankarasporem. W 2010 roku zdobył Puchar Turcji i Superpuchar Turcji. 19 lipca 2011 roku rozwiązał kontrakt z klubem za porozumieniem stron.
W sierpniu 2011 po nieudanych testach w VfL Wolfsburg przyjechał do Warszawy negocjować jednoroczny kontrakt ze stołeczną Legią. W 2013 roku został zawodnikiem Waasland-Beveren.

## Kariera reprezentacyjna
Čale w swojej karierze grał za w młodzieżowych reprezentacjach kraju. Zdobył m.in. brązowy medal Młodzieżowych Mistrzostw Europy Under-16, rozegranych w Anglii. Brał udział w Mistrzostwach Świata Under-17 w Trynidadzie i Tobago. Grał też w kadrze Under-21. W dorosłej reprezentacji zadebiutował 11 lutego 2009 roku w wygranym 2:1 towarzyskim spotkaniu z Rumunią.

## Kariera
| Sezon   | Klub             | Kraj      | Rozgrywki     | Mecze | Bramki |
| ------- | ---------------- | --------- | ------------- | ----- | ------ |
| 2003/04 | Dinamo Zagrzeb   | Chorwacja | Prva HNL      | 4     | 0      |
| 2004/05 | Inter Zaprešić   | Chorwacja | Prva HNL      | 13    | 0      |
| 2004/05 | Dinamo Zagrzeb   | Chorwacja | Prva HNL      | 7     | 0      |
| 2005/06 | Dinamo Zagrzeb   | Chorwacja | Prva HNL      | 25    | 2      |
| 2006/07 | Dinamo Zagrzeb   | Chorwacja | Prva HNL      | 16    | 0      |
| 2007/08 | Dinamo Zagrzeb   | Chorwacja | Prva HNL      | 28    | 1      |
| 2008/09 | Trabzonspor      | Turcja    | Süper Lig     | 32    | 1      |
| 2009/10 | Trabzonspor      | Turcja    | Süper Lig     | 24    | 0      |
| 2010/11 | Trabzonspor      | Turcja    | Süper Lig     | 23    | 0      |
| 2011/12 | VfL Wolfsburg    | Niemcy    | Bundesliga    | 1     | 0      |
| 2013/14 | Waasland-Beveren | Belgia    | Eerste klasse | 27    | 0      |
| 2014/15 | Waasland-Beveren | Belgia    | Eerste klasse |       |        |